# Секержицький Вікентій Онуфрійович
Віке́нтій Ону́фрійович Секержи́цький (2 березня 1859 — ?) — старшина Дієвої армії УНР.

## Життєпис
Закінчив Варшавське піхотне юнкерське училище (у 1887 році), служив у 26-му піхотному Могилівському полку (місто Радом). Останнє звання у російській армії — полковник.
У 1918 році — лубенський повітовій військовий комендант. 10 травня 1919 року у складі 1-ї запасової бригади Дієвої армії УНР прибув до Луцька. 17 травня 1919 року потрапив до польського полону. 18 вересня 1919 року повернувся з полону у розпорядження штабу Дієвої армії УНР.
Подальша доля невідома.